# Hilarów (województwo wielkopolskie)
Hilarów – wieś w Polsce położona w województwie wielkopolskim, w powiecie jarocińskim, w gminie Jarocin.
Dzieje Hilarowa nierozerwalnie powiązane są z historią Bachorzewa i tak będziemy je rozpatrywać. Pod koniec XVIII w. właścicielami Bachorzewa, który pierwszy raz pojawia się w źródłach już w XIV w., byli Bobrowscy. Po licznych perypetiach w 1800 r. wieś przeszła w ręce Sokolnickich. Wkrótce wdowa po Kajetanie Bobrowskim Marianna Sokolnicka (1785-1868) wyszła ponownie za mąż. Jej wybrankiem została kluczowa postać tej opowieści Hilary Baranowski (1783-1848), który jak się okazało nie miał szczęścia do interesów i poważnie zadłużył majątek żony. Źródłem jego kłopotów były pożyczone u jarocińskich Żydów pieniądze, których nie był w stanie spłacić. W obliczu groźby licytacji dóbr bachorzewskich Baranowski, chcąc ratować majątek, postanowił go podzielić. W ten sposób powstał oddalony o kilometr od Bachorzewa folwark, który od swego imienia nazwał Hilarowem (pierwotnie Hilarowo). Było to najprawdopodobniej w latach czterdziestych XIX w. Pierwsza wzmianka o Hilarowie pochodzi bowiem z 1844 r. Na marginesie warto dodać, że nie uratowało to jego dóbr przed licytacją. W 1847 r. Bachorzew wraz z folwarkiem Hilarów przeszły ostatecznie w ręce Władysława Radolińskiego z Jarocina.
W latach 1975–1998 miejscowość administracyjnie należała do województwa kaliskiego.